# كورك تيليكوم
كورك تيليكوم شركة عراقية للاتصالات النقالة (الموبايل) GSM Mobile operator وهي مملوكة بالشراكة لعائلة مسعود برزاني مع الشريك الفرنسي فرانس تيليكوم وهي من الثلاث شركات الحائزة على رخصة العمل في مجال الموبايل في العراق إلى جانب شركتي آسياسيل وشركة زين العراق، تقدم خدمة الجيل الرابع (4G) لمشتركيها، تغطي كورك جميع المحافظات الثمانية عشر في العراق.
في مارس 2011، حصدت شركة اتصالات فرنسا (المعروفة باسم أورنج الآن) 20% من السندات في كورك تيليكوم.
في 1 يونيو، 2015، أطلقت كورك خدمة الجيل الثالث بعد فوزها بواحدة من ثلاثة رخص حصلت عليها من الحكومة العراقية.
في 16 ديسمبر، 2015، أصبحت كورك أول مشغل في العراق يطلق خدمة إنترنت دوت أورج. في شراكة مع إنترنت دوت أورج وفيس بوك.

## تأسيسها
كورك تيليكوم شركة محدودة المسؤولية مسجلة في العراق لتشغيل وتقديم خدمات الاتصالات اللاسلكية. بدأت كورك بالعمل في قطاع الاتصالات بالعراق منذ عام 2000م وتحديدا في المناطق الشمالية من العراق. في 17 أغسطس 2007م، حازت كورك على رخصة تشغيل وطنية لشبكة الهاتف الجوال في أنحاء العراق ومنذ ذلك الحين تقوم كورك بتقديم خدمات الاتصال في جميع أنحاء العراق.

## هدفها
هدف كورك تيليكوم أن تصبح أكبر وأوسع شبكة في تقديم خدمات الاتصالات في العراق. ومنذ عام 2009 والشركة تتوسّع في رقعة تغطية شبكتها. وأصبح لديها ما يقارب ستة ملايين مشترك.

## طاقم الشركة ومقرها
يترأس طاقم شركة كورك تيليكوم سيروان مصطفى البارزاني، كما يوجد المقر الرئيسي للشركة في مصيف صلاح الدين التابع لمحافظة أربيل بالإضافة إلى عدة فروع في المحافظتين والأقضية التابعة لهما بالإضافة إلى فروع في معظم المحافظات الأخرى.

## الإنترنت المجاني
في 4 فبراير، 2020، أعلن ممثل شركة كورك تيليكوم للاتصالات، أن الشركة ستبدأ بتوفير خدمة الإنترنت المجاني لمشتركيها، ابتداءً من 3 مارس، 2020.

## مشروع التوثيق الإلكتروني
بدأت شركة كورك تيليكوم العمل بمشروع التوثيق الإلكتروني، والذي يتمثل بتوثيق بيانات مشتركي كورك الجدد إلكترونياً.

## العقوبات
في مارس 2019، فرضت هيئة الاعلام والاتصالات عقوبة على شركة كورك للاتصالات، مدتها خمسة أيام وطالبت شركاء كورك بقطع الترابط البيني مع شركة كورك للاتصالات بسبب عدم الالتزام ببنود عقد الرخصة. ووصفت الشركة، في رداً لها، على قرار هيئة الاعلام والاتصالات بقطع الترابط البيني معها، «بالمجحف وغير العادل» وأنه «لا يصب في مصلحة المواطن العراقي».

## الإجراءات القانونية ضد الدولة العراقية
قالت شركة الاتصالات الفرنسية أورانج، أنها بدأت إجراءات قانونية ضد الدولة العراقية، بسبب ما وصفته بأنه عملية مصادرة، جرت في مارس 2019 لاستثمارات بقيمة حوالي 400 مليون دولار في شركة تيليكوم. وأكدت الشركة، أنها مصممة على استرداد تعويض عادل عن استثماراتها، من خلال إجراءات التحكيم مع المركز الدولي لتسوية منازعات الاستثمار، التابع للبنك الدولي. في تقرير نشره موقع EU Reporter للكاتب لويس أوج، الذي كشف عن ممارسة شركة كورك تيلكوم المملوكة للحزب الديمقراطي الكردستاني ويترأسها سيروان بارزاني، ضغوطات وإغراءات مالية على هيئة الاعلام والاتصالات لمنحها امتيازات على حساب مستثمرين أجانب. وفي دعوة قدمت من طرف واحد إلى المحكمة الجزائرية الأمريكية في ولاية بنسلفانيا، وصفت الدعوة بالتفصيل خطة ممنهجة لاستخدام منازل في لندن باهظة الثمن لرشوة مسؤولين في هيئة الاعلام والاتصالات العراقية، وسرقة بعض المستثمرين الأجانب بمئات الملايين من الدولارات.